# モロゴロ州
モロゴロ州（モロゴロしゅう、Mkoa wa Morogoro）は、タンザニア南東部に位置する州である。

## 他州との位置関係
モロゴロ州は、北端でタンガ州、東端でプワニ州、ルフィージ川を境に南東端でリンディ州、南端でルブマ州、西端でイリンガ州やドドマ州に接する。

## 州内
州都はウルグル山地の麓に位置する、州内最大の都市のモロゴロである。2002年時点でのモロゴロの推定人口は、約20.9万人であった。州都には鉄道路線の中央線も通っており、モロゴロ駅は中央線における主要駅の1つに数えられている。なお、2002年時点での州内全域での人口は、1,759,809人であった。モロゴロ州の面積は72,939 km2なので、人口密度は24.127 (人/km2)だった。ただし、モロゴロ州の南西部はザンビアへと向かうタンザン鉄道が通過している程度で、さらに、モロゴロ州南東部には、隣接する州に跨っているセルース動物保護区が設定されており、大規模な都市は無い。州中央部の北寄りにも、タンザニア政府によって、ミクミ国立公園に指定されている地域が存在する。州都が位置するのは、ミクミ国立公園よりも、さらに北である。

## 下位行政区画
- Gairo District
- イファカラ
- Kilombero District
- Kilosa District
- Malinyi District
- Morogoro Rural District
- Morogoro Urban District
- Mvomero District
- Ulanga District